# Ginkgo yimaensis
Ginkgo yimaensis — вимерлий вид гінкго родини Ginkgoaceae. Це голонасінна рослина, вперше описана Чжоу і Чжаном.

## Опис
Ginkgo yimaensis лише незначно відрізняється від сучасного G. biloba. Листки були глибоко розділеними. Насіння також виношувалося на окремих підщепах, на відміну від G. biloba, який утворює насіння сидяче. Розмір насіння зразків 10–15 мм в довжину і 8–12 мм в ширину. G. yimaensis також мав квітконіжки довжиною 15–16 мм. Мегаспорова мембрана G. yimaensis і G. biloba подібна.

## Розповсюдження
Матеріал Ginkgo yimaensis був знайдений у формації Йіма в Хенані, Китай, що датується середньою юрою.